# Multimatic Motorsports
Multimatic Motorsports est une écurie de sport automobile canadienne fondée en 1992. Elle est la division sportive de l'entreprise Multimatic. Elle a participé à des championnats tels que le Firestone Firehawk Series, la Motorola Cup, le Championnat IMSA GT, l'American Le Mans Series, la Grand-Am Cup, la Rolex Sports Car Series, le Michelin Pilot Challenge, le Championnat du monde d'endurance, ainsi qu'aux 24 Heures du Mans. Multimatic Motorsports a célébré son 25e anniversaire en 2017.
En 2015, Multimatic Motorsports a mis en place en tant que base autonome Multimatic Motorsports Europe à Greatworth Park, au Royaume-Uni, de fait de son implication dans la catégorie LMGTE Pro du Championnat du monde d'endurance, faisant concourir les Ford GT sous le nom du Chip Ganassi Racing UK. 
En 2019, à la suite de l'arrêt du programme Ford GT, Multimatic Motorsports Europe a déménagé à Arrow Park, au sein de la Motorsport Valley près de Brackley.

## Résultats en compétition automobile

### Résultats aux24 Heures du Mans

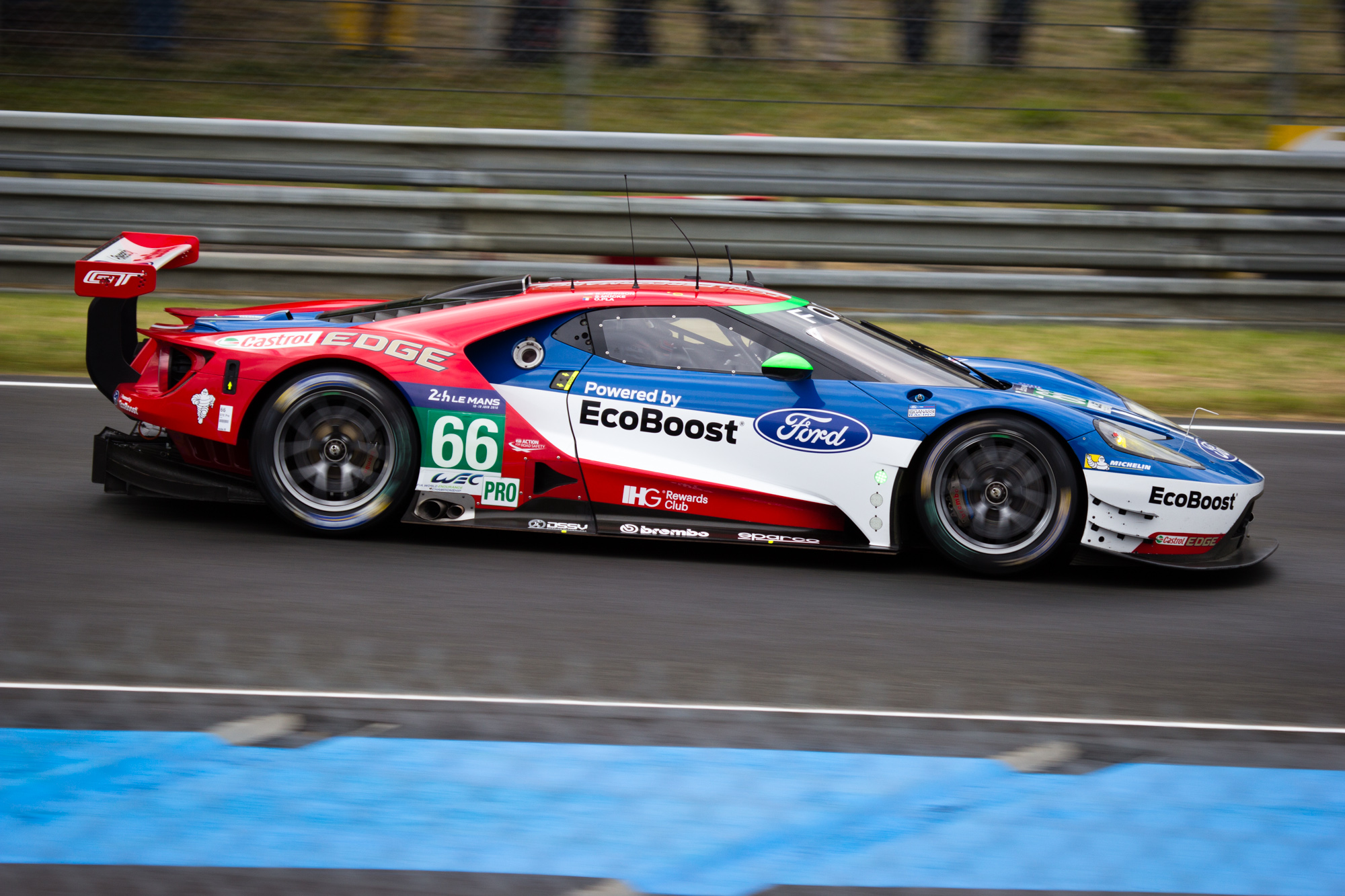
Ford GT n°66 de l'écurie Multimatic Motorsports lors des 24 Heures du Mans 2016

| Année | Classe     | no | Pilotes                                        | Voiture | Pneus | Tours | Pos. | Pos. cat. |
| ----- | ---------- | -- | ---------------------------------------------- | ------- | ----- | ----- | ---- | --------- |
| 2016  | LM GTE Pro | 66 | Billy Johnson (en) Stefan Mücke Olivier Pla    | Ford GT | M     | 339   | 21e  | 4e        |
| 2016  | LM GTE Pro | 67 | Marino Franchitti Andy Priaulx Harry Tincknell | Ford GT | M     | 306   | 40e  | 9e        |
| 2017  | LM GTE Pro | 66 | Billy Johnson (en) Stefan Mücke Olivier Pla    | Ford GT | M     | 332   | 27e  | 10e       |
| 2017  | LM GTE Pro | 67 | Pipo Derani Andy Priaulx Harry Tincknell       | Ford GT | M     | 340   | 18e  | 2e        |
| 2018  | LM GTE Pro | 66 | Billy Johnson (en) Stefan Mücke Olivier Pla    | Ford GT | M     | 340   | 21e  | 6e        |
| 2018  | LM GTE Pro | 67 | Tony Kanaan Andy Priaulx Harry Tincknell       | Ford GT | M     | 332   | 36e  | 12e       |
| 2019  | LM GTE Pro | 66 | Billy Johnson (en) Stefan Mücke Olivier Pla    | Ford GT | M     | 340   | 25e  | 6e        |
| 2019  | LM GTE Pro | 67 | Jonathan Bomarito Andy Priaulx Harry Tincknell | Ford GT | M     | 342   | 23e  | 4e        |

### Résultats enChampionnat du monde d'endurance
| Année     | Classe    | N̟° | Voiture | 1        | 2        | 3     | 4      | 5      | 6      | 7      | 8     | 9     | Total points | Pos. |
| --------- | --------- | -- | ------- | -------- | -------- | ----- | ------ | ------ | ------ | ------ | ----- | ----- | ------------ | ---- |
| 2016      | LMGTE Pro | 66 | Ford GT | SIL 4    | SPA 2    | LMS 1 | NÜR 4  | MEX 5  | CDA 4  | FUJ 1  | SHA 1 | BHR 4 | 241.5        | 3    |
| 2016      | LMGTE Pro | 67 | Ford GT | SIL 5    | SPA Abd. | LMS 8 | NÜR 11 | MEX 11 | CDA 12 | FUJ 2  | SHA 2 | BHR 6 | 241.5        | 3    |
| 2017      | LMGTE Pro | 66 | Ford GT | SIL 1    | SPA 4    | LMS 2 | NÜR 5  | MEX 4  | CDA 7  | FUJ 8  | SHA 1 | BHR 3 | 237.5        | 2    |
| 2017      | LMGTE Pro | 67 | Ford GT | SIL 4    | SPA 3    | LMS 6 | NÜR 6  | MEX 7  | CDA 8  | FUJ 4  | SHA 4 | BHR 5 | 237.5        | 2    |
| 2018-2019 | LMGTE Pro | 66 | Ford GT | SPA 1    | LMS 3    | SIL 2 | FUJ 3  | SHA 7  | SEB 3  | SPA 5  | LMS 3 |       | 178          | 3    |
| 2018-2019 | LMGTE Pro | 67 | Ford GT | SPA Abd. | LMS 12   | SIL 6 | FUJ 8  | SHA 9  | SEB 18 | SPA 10 | LMS 4 |       | 178          | 3    |

### Résultats enWeatherTech SportsCar Championship

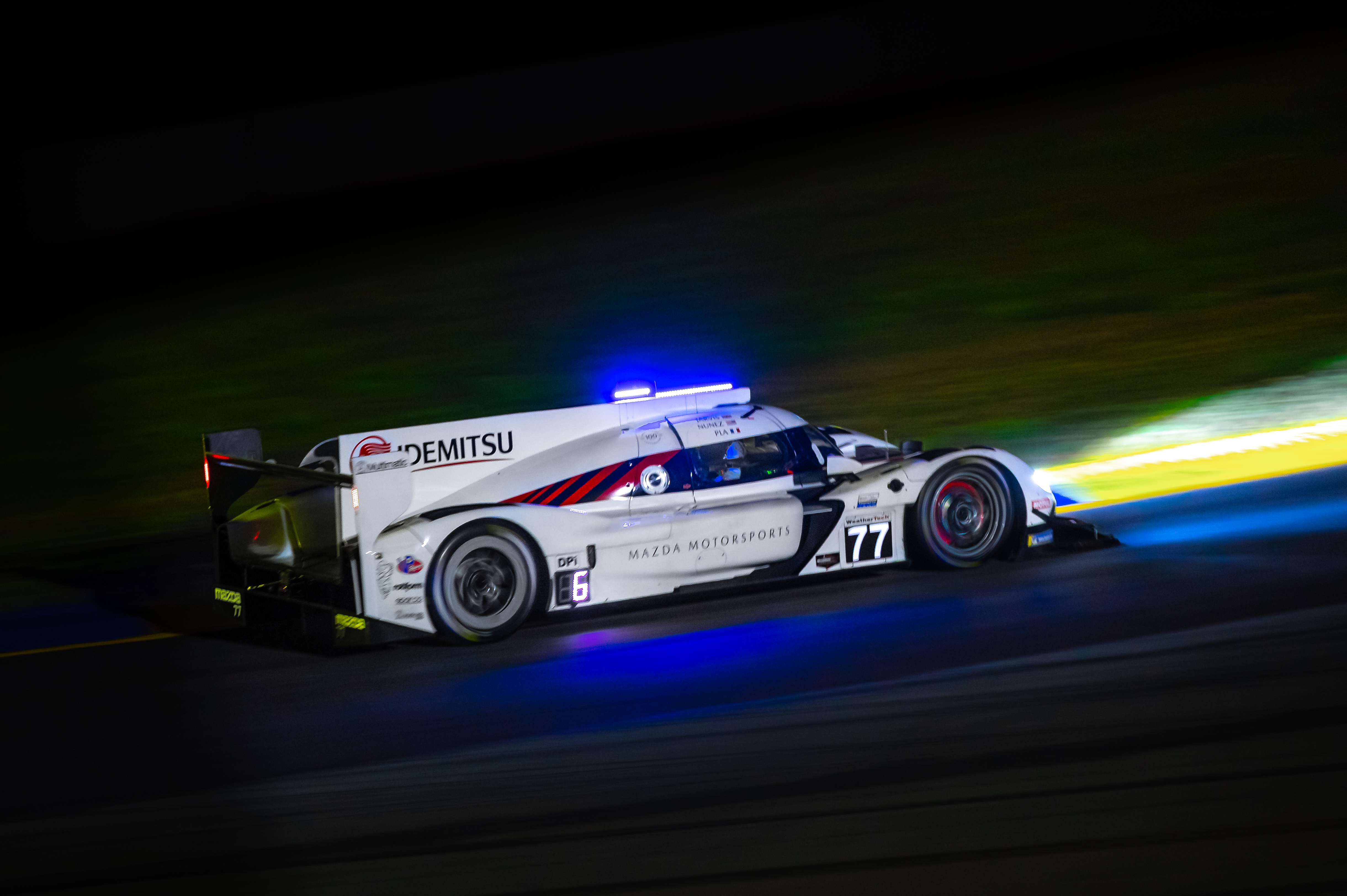
Mazda RT24-P n°77 de l'écurie Multimatic Motorsports lors du Petit Le Mans 2020

| Année | Classe | N° | Voiture      | 1     | 2     | 3     | 4     | 5     | 6     | 7     | 8     | 9     | 10  | Total points | Pos. |
| ----- | ------ | -- | ------------ | ----- | ----- | ----- | ----- | ----- | ----- | ----- | ----- | ----- | --- | ------------ | ---- |
| 2020  | DPi    | 55 | Mazda RT24-P | DAY 6 | DAY 1 | SEB 5 | ELK 5 | ATL 2 | MOH 4 | ATL 6 | LGA 4 | SEB 1 |     | 286          | 3    |
| 2020  | DPi    | 77 | Mazda RT24-P | DAY 2 | DAY 2 | SEB 4 | ELK 6 | ATL 7 | MOH 5 | ATL 7 | LGA 5 | SEB 3 |     | 286          | 3    |
| 2021  | DPi    | 55 | Mazda RT24-P | DAY 3 | SEB 2 | MOH   | BEL   | WGL   | WGL   | ELK   | LBH   | LGA   | ATL |              |      |